# Friedrich Cohen
Friedrich Cohen (* 5. Juli 1836 in Bonn; † 30. Mai 1912 ebenda) war ein deutscher Buchhändler und Verleger in Bonn.

## Familie
Friedrich Moritz Cohen war Sohn von Maximilian (Meyer) Cohen (* 4. Juli 1806 in Bonn; † 10. November 1865 in Bonn) und Henriette Gottschalk (* 20. Juni 1806 in Düsseldorf; † 26. April 1873 in Köln). Er wurde am 5. Juli 1836 in Bonn im Haus Bonngasse 20 (Beethoven-Haus) geboren. Friedrich Cohen war jüdischen Glaubens, ließ sich aber 1881 gemeinsam mit seiner Frau Helene in St. Georg, Hamburg, taufen. Er starb am 30. Mai 1912 und wurde auf dem Poppelsdorfer Friedhof begraben. Er war Urenkel des kurkölnischen Rabbiners Simcha Benjamin Cohen und Enkel des Kölner Bankiers Benjamin Cohen. Sein Bruder war der Kunsthistoriker Walter Cohen. Sein Enkel war Frederic Cohen.

## Wirken
Seine Ausbildung machte Friedrich Cohen von 1851 bis 1856 im Geschäft seines Vaters. Von 1857 bis 1861 lernte er als Gehilfe in Prag, Wien und Oldenburg. Ab 1861 war er Geschäftsführer der Buchhandlung Henry & Cohen. Ab 1865 war er Alleininhaber der Firma. Er weitete die Aktivitäten durch ein Antiquariat und Kunstausstellung aus. In seinem Kunstsalon förderte er den zeitgenössischen deutschen Expressionismus Sonderbund (Malerei). Weiteres siehe: Universitätsbuchhandlung und Verlag Friedrich Cohen. Im Gegensatz zu seinem Vater hatte Friedrich ein lebhaftes witzsprühendes echt rheinisches Temperament. Im Nachruf schrieb die Kölnische Zeitung: „Es gibt in Deutschland nur noch wenige Buchhändler, die so in innerem Zusammenhang zugleich mit den Bücherkäufern und der schaffenden geistigen Welt stehen.“